# Старий причал
«Старий причал» («Köhnə bərə») — радянський художній фільм 1984 року, знятий режисером Ельханом Касумовим на кіностудії «Азербайджанфільм».

## Сюжет
Розповідає про конфлікт, що зародився серед мешканців села через кампанію масової посадки виноградників на непридатних землях.

## У ролях
- Фахраддін Манафов — Ельдар
- Сона Мікаїлова — Аміна
- Аладдін Аббасов — Омероглу
- Сулейман Алескеров — Ільяс
- Гамлет Хані-заде — секретар райкому
- Расім Балаєв — Салман
- Дадаш Казімов — Іса
- Мамед Бурджалієв — Ібрагім
- Раміз Азізбейлі — Карім
- Мухтар Манієв — Мехді
- Рагіб Будагов — Асад
- Халіда Гулієва — Халіда
- Самір Гасимов — Самір
- Садих Гусейнов — Рахім
- Сусанна Меджидова — виноробка
- Тавеккюль Ісмаїлов
- Ахмед Ахмедов — учасник зустрічі
- Зернігар Агакішиєва — мати Ельдара
- Зіллі Намазов — робітник
- Ідріс Рустамов — робітник

## Знімальна група
- Режисер — Ельхан Касумов
- Сценаристи — Сабір Азері, Фархад Агамалієв
- Оператор — Кенан Мамедов
- Композитор — Раміз Мірішлі
- Художник — Надір Зейналов